# Marcus Zuerius van Boxhorn

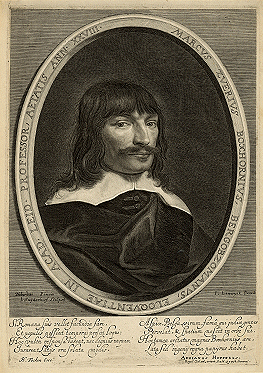
Marcus van Boxhorn

Marcus Zuërius van Boxhorn (auch Marcus Suerius Boxhorn; * 28. August 1612 oder 1602 in Bergen op Zoom; † 3. Oktober 1653 in Leiden) war ein niederländischer Gelehrter und Professor für Eloquenz.
Boxhorn besuchte die Schulen in Leiden. Er verfasste lateinische Gedichte und schrieb auch Kommentare zu römischen Werken. 1632 wurde er auf den Lehrstuhl für Eloquenz der Universität Leiden berufen. 1636 übernahm er die Verwaltung des collegium oratorium in Leiden. 1648 wurde er dort als Nachfolger von Daniel Heinsius Professor für Geschichte.

## Indo-skythische Theorie
Boxhorn verfasste zahlreiche Werke, vor allem über die Geschichte seiner Heimat. Der Nachwelt ist er wegen der Entdeckung der Verwandtschaft verschiedener europäischer und asiatischer Sprachen in Erinnerung geblieben. Dazu zählte er die germanischen, die „illyrisch-griechischen“ und italischen Sprachen sowie das Persische, später auch die slawischen, keltischen und baltischen Sprachen. Marcus Zuërius van Boxhorn war einer der wichtigsten historischen Linguisten. Er legte mit seiner indo-skythischen Theorie den Grundstein für das heutige Verständnis der indogermanischen Sprachfamilie. Im 17. Jahrhundert untersuchte er zunächst eine mögliche genetische Verwandtschaft hauptsächlich der europäischen Sprachen. Seiner Meinung nach konnte man Sprachen wie Griechisch, Lateinisch, Walisisch, Deutsch, Russisch, Keltisch, Türkisch, Lettisch, Litauisch und später auch Persisch auf eine gemeinsame Ursprache zurückführen. Seine indo-skythische Theorie beschrieb van Boxhorn zum ersten Mal 1637 in einem Brief an seinen Freund Claudius Salmasius, welcher später noch das Sanskrit zur Theorie van Boxhorns hinzufügte. 1647 veröffentlichte van Boxhorn seine Theorie in drei Teilen.
Zu dieser Zeit waren viele Menschen noch der Meinung, Hebräisch sei die Ursprache des Menschen. Diese Annahme stützte sich meistens auf biblische Hintergründe. Zwei Landsleute van Boxhorns, Johannes Goropius Becanus (1519–1572) und Adriaan van Schrieck (1560–1621) waren hingegen der Meinung, dass Niederländisch diese Ursprache sei. Diese Theorie lehnte van Boxhorn ab und ging von einer gemeinsamen Ursprache von Lateinisch, Griechisch, Germanisch, Russisch, Walisisch, Lettisch, Litauisch, Türkisch und Persisch aus, die er Skythisch nannte. Andere Sprachen schloss er aus dieser Sprachfamilie aus. Er war nicht der Meinung, dass alle Sprachen von einer einzelnen Sprache abstammen.
Van Boxhorn postulierte seine Theorie erstmals öffentlich in einem Werk über die Göttin Nehalennia, deren Statuen und Altäre im Januar 1647 in der niederländischen Provinz Zeeland entdeckt worden waren. Van Boxhorn beschäftigte sich mit dem Ursprung des Namens von Nehalennia, der bis heute allerdings ungeklärt geblieben ist. Den ersten Teil seines Werkes schrieb van Boxhorn in Form eines offenen Briefes an die Gräfin Amalie zu Solms-Braunfels, im dritten Teil erklärte er dann seine sog. indo-skythische Theorie und legte Beweise dafür vor.
Als Inspiration für seine Theorie diente ihm unter anderem das Lexicon Symphonum, das 1537 in Basel vom in Prag geborenen böhmischen Humanisten Sigismund Gelenius veröffentlicht worden war. An der Universität Leiden hatte man sich schon vor Boxhorn mit der genetischen Verwandtschaft von Sprachen und Sprachgruppen beschäftigt. 1575 unterrichtete Franciscus Raphelengius der Ältere (Ravlenghien) (1539–1597), Professor für Hebräisch in Leiden, seine Schüler über die Ähnlichkeiten des Persischen mit den germanischen Sprachen, die auf eine genetische Verwandtschaft hinweisen könnten. Diese Idee wurde später in Leiden von Bonaventura de Smet und Johann Elichmann  aufgegriffen. In der Bibliothek seines Freundes Petrus Scriverius, alias Peter Schrijver, fand Boxhorn neben dem Lexicon Symphonum von Sigismundus Gelenius auch die Werke von Rudolphus Agricola von Groningen, alias Roelof Huisman, Johannes Aventinus (Turmair) und Hadrianus Junius von Hoorn, alias Adriaen de Jonghe, welche die Verwandtschaft von Griechisch, Lateinisch und Germanisch untersucht hatten.
Ein Jahrhundert, nachdem Boxhorn seine Theorie postuliert hatte, fand der Franzose Gaston-Laurent Cœurdoux (1691–1779) den grammatikalischen Beweis für eine Verwandtschaft des Sanskrit mit indo-skythischen, d. h. indogermanischen Sprachen. Er fand 1771 Kognaten des Verbs „sein“ im Sanskrit und Latein, die für eine Verwandtschaft sprachen. In Deutschland wurde die Theorie van Boxhorns zuvor schon 1686 in der Dissertation des Schweden Andreas Jäger an der Universität Wittenberg propagiert. In England wurde die Theorie zu Beginn des 18. Jahrhunderts bekannt und von Lord Monboddo (James Burnet) verbreitet. Inspiriert von dessen Schriften beschäftigte sich auch Sir William Jones (1746–1794) mit der indogermanischen Theorie. Aufgrund seines hohen Ansehens bei der britischen Kolonialregierung und seines Status in der Asiatischen Gesellschaft errang er mit seiner Aussage über die Verwandtschaft von Sanskrit zu Griechisch und Latein viel Ruhm. Obwohl Jones selbst keine Studien zu dieser Verwandtschaft anstellte, erwähnte er die Arbeiten Lord Monboddos, aus denen er von van Boxhorns Ergebnissen erfahren hatte.

## Methodik
Um den gemeinsamen Ursprung von Sprachen zu beweisen, verglich van Boxhorn Etymologien, Flexionsmuster und Grammatiken von Griechisch, Lateinisch, Persisch, Altsächsisch, Holländisch und Deutsch, Gotisch, Russisch, Dänisch, Schwedisch, Litauisch, Tschechisch, Kroatisch und Walisisch. Er fand Ähnlichkeiten, die für eine genetische Verwandtschaft dieser Sprachen sprechen. Van Boxhorn war der erste, der nicht nur Griechisch, germanische, romanische und slawische Sprachen in die Sprachfamilie einschloss, sondern auch Persisch, Sanskrit, Keltisch und Baltisch.
Marcus Zuërius van Boxhorn verglich nicht nur ähnliche Wörter in verschiedenen Sprachen, sondern ganze Flexionsmuster und Grammatiken. Er war der Meinung, die Verwandtschaft von Sprachen müsse an systematischen grammatischen Übereinstimmungen belegbar sein und nicht nur auf Grund von ähnlich aussehenden Wortformen postuliert werden. Er war der Begründer der Methodik zur Untersuchung von Sprache, die wir heute als komparative Methode bezeichnen.
Van Boxhorn betrachtete die Sprache als organisches System und warnte vor Lehn- und Wanderwörtern, welche den Vergleich von Sprachen beeinflussen können. Oftmals wird fälschlicherweise eine Verwandtschaft von Sprachen auf Grund von ähnlichen Wörtern vermutet, diese sind jedoch von einer Sprache übernommen worden und stammen ursprünglich von einer anderen Sprache. Diese Fehlinterpretationen wollte van Boxhorn durch systematisches Vergleichen von Flexionsmorphologie und weiteren grammatikalischen Merkmalen verhindern.

## Schriften (Auswahl)
- Theatrum sive Hollandiae comitatus et urbium nova descriptio. 1632.
- Quaestiones romanae. 1637.
- Historia obsidionis Bredae, et rerum anni M.DC.XXXVII gestarum. 1640. 176 S.
- Chronijck van Zeelandt, eertijdts beschreven door d'heer Johan Reygersbergen, nu verbetert, ende vermeerdert. 2 Bände. Middelburg 1644. Bd. 1: 471 S., Bd. 2: 620 S.
- Nederlantsche historie. Eerste boeck, behelsende de eerste veranderingen in de godsdienst ende leere, neffen de harde vervolgingen daer over ontstaen in de Nederlanden, voor ende tot de tijden toe van keiser Karel de Viifde. Leiden 1644. 214 S.
- Bediedinge van de tot noch toe onbekende afgodinne Nehalennia over de dusent ende meer jaren onder het sandt begraven, dan onlancx ontdeckt op het strandt van Walcheren in Zeelandt. Willem Christiaens vander Boxe, Leiden 1647. 32 S.
- Antwoord van Marcus Zuerius van Boxhorn, gegeven op de Vraaghen, hem voorgestelt over de Bediedinge van de afgodinne Nehalennia, onlancx uytghegeven, in welcke de ghemeine herkomste van der Griecken, Romeinen ende Duytschen Tale uyt den Scythen duydelijck bewesen, ende verscheiden Oudheden van dese Volckeren grondelijck ontdekt ende verklaert worden. Willem Christiaens vander Boxe, Leiden 1647. 112 S.
- De Graecorum, Romanorum et Germanorum linguis earumque symphonia dissertatio. ex officina Guilielmi Christiani, Leiden 1650.
- Historia universalis sacra et profana, a Christo nato ad annum usque MDCL. Leiden 1651. 1072 S.
- Originum Gallicarum liber. In quo veteris et nobilissimae Gallorum gentis origines, antiquitates, mores, lingua et alia eruuntur et illustrantur. Cui accedit antiquae linguae Britannicae lexicon Britannico-Latinum, cum adiectis et insertis eiusdem authoris Adagiis Britannicis sapientiae veterum Druidum reliquiis et aliis antiquitatis Britannicae Gallicaeque nonnullis monumentis. 2 Bände. apud Ioannem Ianssonium, Amsterdam 1654. Bd. 1: 116 S., Bd. 2: 120 S.
- Epistolae et poemata. ex off. C. Commelini, Amsterdam 1662.
- Epistola de persicis Curtio memoratis vocabulis eorumque cum germanicis cognatione, praefatione, notis et additamentis instructa a Jo. Henr. von Seelen, mit William Burton, Λείψανα veteris linguae persicae, quae apud priscos scriptores graecos et latinos reperiri potuerunt. apud P. Boeckmannium, Lubecae [Lübeck?] 1720.